# Silvestritermes
Silvestritermes es un género de termitas  perteneciente a la familia Termitidae que tiene las siguientes especies:

## Especies
1. Silvestritermes almirsateri
2. Silvestritermes duende
3. Silvestritermes euamignathus
4. Silvestritermes gnomus
5. Silvestritermes holmgreni
6. Silvestritermes lanei
7. Silvestritermes minutus